# Matt Welsh
Matthew James "Matt" Welsh (Melbourne, 18 de novembro de 1976) é um nadador australiano, campeão mundial no nado costas e borboleta.
Aposentou-se após não conseguir vaga nas Olimpíadas de Pequim em 2008.
Em piscina olímpica, foi recordista mundial dos 50m borboleta entre 2003 e 2004. Em piscina semi-olímpica (curta), foi recordista mundial dos 50 metros costas em 1999, 2000 e entre 2002 e 2004.